# Ben Shenkman
Benjamin „Ben“ Shenkman (* 26. září 1968, New York, New York, Spojené státy americké) je americký herec. Proslavil se rolemi v amerických seriálech jako Milionový lékař, Andělé v Americe. Během let 2018–2019 hrál v seriálu For the People. Od roku 2020 hraje v seriálu Larry, kroť se.

## Životopis
Shenkman se narodil do newyorské židovské rodiny, je synem Katherine, která pracovala v advokátní kanceláři a Sheparda A. Shenkmana, který pracoval v poradenské společnosti. Bakalářský titul získal na Brownově univerzitě a svůj magisterský titul v umění získal v roce 1993 na Newyorské univerzitě Tish School of the Arts. Jeho sestra Elizabeth je provdaná za britského publicistu Jamieho Bynga.

## Kariéra
Profesionální kariéru zahájil s malou rolí ve filmu režírovaném Robertem Redfordem Otázky a odpovědi v roce 1994 a hostující rolí v seriálu Zákon a pořádek. Také začal pracovat v divadle, kde si zahrál roli Louise Ironsona ve hře Angels in America v divadle americké konzervatoře v San Franciscu.
Během 90. let si zahrál v několika filmech jako Likvidátor (1996), Jesus' Son (1999), Otevřené oči (2000) a Requiem za sen (2000). V roce 2000 si zahrál v úspěšné divadelní produkci hry Proof, po boku s herečkou Mary-Louise Parker. Za roli získal nominaci na cenu Tony v roce 2001. Zahrál si v limitovaném seriálu stanice HBO Andělé v Americe. Za roli získal nominaci na cenu Emmy a Zlatý glóbus.
Zahrál si v několika seriálech jako Chirurgové, Status: Nežádoucí, Ed, Private Practice a Zákon podle Canterburyové. V roce 2012 se připojil k obsazení seriálu Milionový lékař ve vedlejší roli doktora Jeremiahu Sacaniho a následující řadu byl povýšen do hlavní role. Poslední řada byla vysílaná na stanici USA network v létě roku 2016. V roce 2015 se vrátil na Broadway a zahrál si v komediální hře Fish in the Dark. V roce 2018 začal hrát jednu z hlavních rolí v seriálu For the People.

## Filmografie

### Film
| Rok  | Název                      | Role                     | Poznámky            |
| ---- | -------------------------- | ------------------------ | ------------------- |
| 1994 | Otázky a odpovědi          |                          |                     |
| 1996 | Likvidátor                 | reportér                 |                     |
| 1997 | Camp Stories               | Yehudah                  |                     |
| 1998 | Pi                         | Lenny Meyer              |                     |
| 1998 | Stav obležení              | agent Howard Kaplan      |                     |
| 1999 | Špinavý kšefty             | veterinář                |                     |
| 1999 | Jesus' Son                 | Tom                      |                     |
| 1999 | 30 Days                    | Jordan Trainer           |                     |
| 2000 | Tajemství                  | David                    |                     |
| 2000 | Requiem za sen             | Dr. Spencer              |                     |
| 2000 | Otevřené oči               | strážník Stewart         |                     |
| 2000 | Bed                        |                          | krátkometrážní film |
| 2000 | Table One                  | Scott                    |                     |
| 2002 | Životní rychlost           | Max                      |                     |
| 2002 | Roger Dodger               | Donovan                  |                     |
| 2002 | Lidé, co znám              | moderátor v rádiu (hlas) |                     |
| 2002 | Stella Shorts 1998–2002    | Hans                     |                     |
| 2004 | Waking Dreams              | Charles                  | krátkometrážní film |
| 2005 | Láska na inzerát           | Charlie                  |                     |
| 2005 | A co když je to pravda?    | Brett                    |                     |
| 2006 | Americanese                | Steve                    |                     |
| 2007 | Konečně spolu              | Dr. Freddy Epner         |                     |
| 2007 | Snídaně se Scotem          | Sam                      |                     |
| 2009 | Něco na těch mužích je     | subjekt číslo 14         |                     |
| 2009 | Solitary Man               | Peter Hartofilias        |                     |
| 2010 | Blue Valentine             | Dr. Sam Feinberg         |                     |
| 2010 | Love Shack                 | Skip Blitzer             |                     |
| 2011 | Klíčová osoba              | Martin                   |                     |
| 2013 | Nadechni se                | Sheldon                  |                     |
| 2013 | Otřes mozku                | Graham Bennet            |                     |
| 2020 | The Trial of the Chicago 7 | Leonard Weinglass        |                     |

### Televize
| Rok        | Název                                     | Role                   | Poznámky                                                   |
| ---------- | ----------------------------------------- | ---------------------- | ---------------------------------------------------------- |
| 1993       | Zákon a pořádek                           | Mark Ferris            | díl: „Born Bad"                                            |
| 1996       | New York Undercover                       | Gabe Green             | díl: „Sympathy for the Devil"                              |
| 1999–2009  | Zákon a pořádek                           | Nick Margolis          | 6 dílů                                                     |
| 2000       | Zákon a pořádek: Útvar pro zvláštní oběti | Max Knaack             | díl: „Chat Room“                                           |
| 2001       | Ed                                        | Frank Carr             | 2 díly                                                     |
| 2003       | Ed                                        | Andy Bednarik          | díl: „Frankie“                                             |
| 2003       | Andělé v Americe                          | Louis Ironson          | mini-seriál, 6 dílů                                        |
| 2005       | Zákon a pořádek: Porota                   | Irv Kressel            | 2 díly                                                     |
| 2005       | Stella                                    | Carl                   | díl: „Meeting Girls“                                       |
| 2006       | Love Monkey - Hoch se zlatým uchem        | Scott                  | 5 dílů                                                     |
| 2007       | Wainy Days                                | Clovie                 | internetový seriál, díl: „My Turn“                         |
| 2008       | Zákon podle Canterburyové                 | Russell Krauss         | 6 dílů                                                     |
| 2009       | Chirurgové                                | Rob Harmon             | 3 díly                                                     |
| 2009       | Private Practice                          | Rob Harmon             | díl: „Ex-Life“                                             |
| 2009       | Status: Nežádoucí                         | Tom Strickler          | 4 díly                                                     |
| 2010       | Patty Hewes - nebezpečná advokátka        | Curtis Gates           | 11 dílů                                                    |
| 2011       | Lights Out                                | Mike Fumosa            | 5 dílů                                                     |
| 2011       | The Paul Reiser Show                      | Jonathan               | 2 díly                                                     |
| 2011       | V těle boubelky                           | Dr. Bill Kendall       | 5 dílů                                                     |
| 2012–16    | Milionový lékař                           | Dr. Jeremiah Sacani    | vedlejší role (4. řada), hlavní role (5.–8. řada), 49 dílů |
| 2012       | Made in Jersey                            | Andrew Treaster        | díl: „Pilot“                                               |
| 2016–dosud | Miliardy                                  | Ira Schirmer           | vedlejší role                                              |
| 2016       | Jedna noc                                 | seržant Klein          | 4 díly                                                     |
| 2017       | The Tap                                   | Bert Butler            | neprodaný televizní pilotní díl                            |
| 2017       | Civil                                     | major Frank Fletcher   | TV film                                                    |
| 2018–2019  | For the People                            | Roger Gunn             | hlavní role, 20 dílů                                       |
| 2020       | Larry, kroť se                            | Právník Larryho Davida |                                                            |